# Càl·lion
Càl·lion o Cal·lípolis (en llatí Calium o Callipolis, en grec antic Κάλλιον o Καλλίπολις) era una ciutat situada als confins orientals d'Etòlia en una de les altures del Mont Eta al camí de la vall de l'Esperqueu a Etòlia.
Va ser per aquesta via que els gàlates van marxar cap a Etòlia l'any 279 aC i van sorprendre la ciutat, la van destruir, i van cometre terribles atrocitats sobre els seus habitants, als que van massacrar, segons diu Pausànias. Més tard la ciutat es va reconstruir. Titus Livi explica que la ciutat es trobava a la via que anava des de Pira (el lloc on Hèracles es va cremar a si mateix al mont Eta) fins a Naupacte. El mont Còrax la separava de l'Etòlia inferior.